# Mohamed Cheij Biadillah

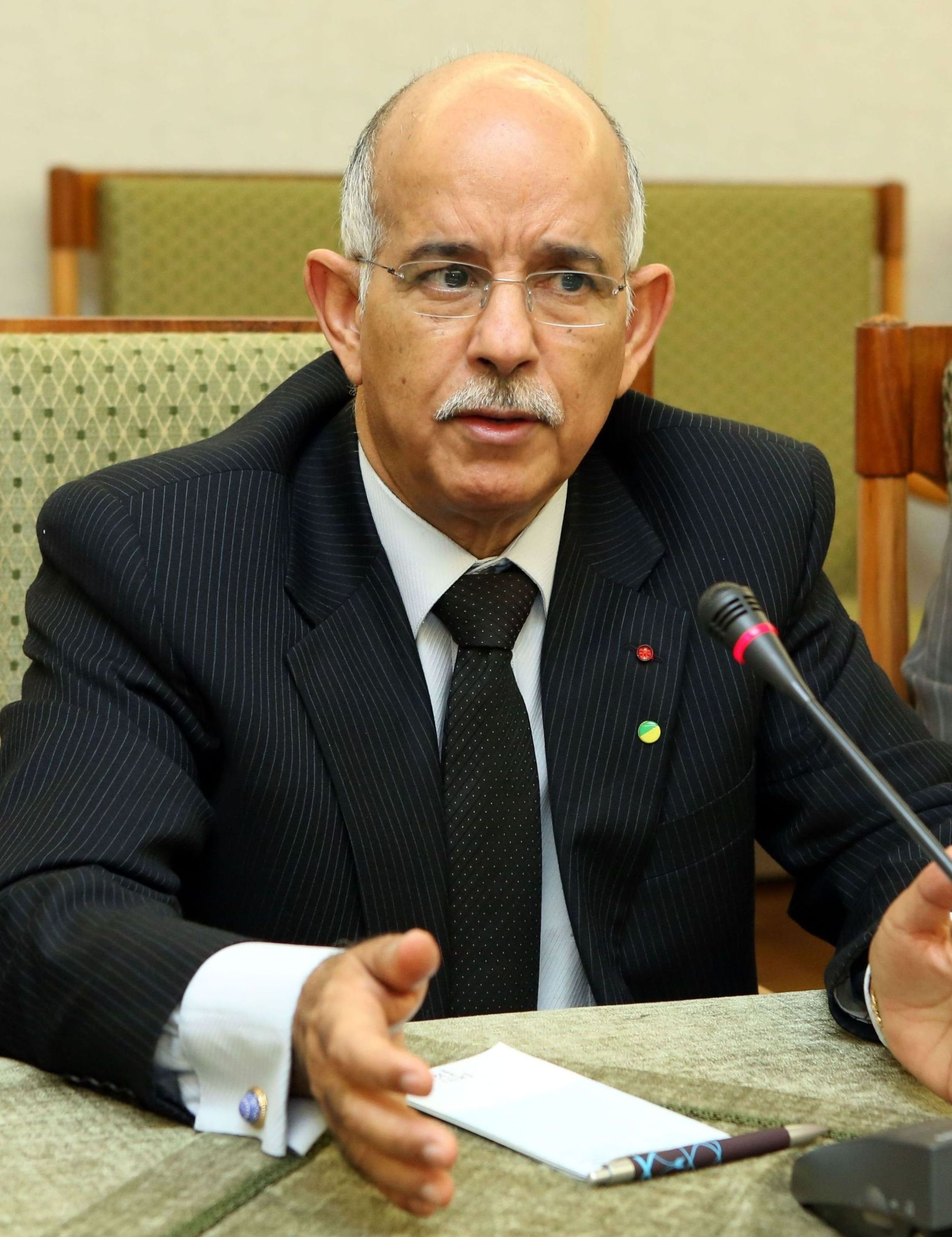
Mohamed Cheij Biadillah (2014).

Mohamed Cheij Biadillah (en árabe: محمد شيخ بيد الله) es un político, médico internista y profesor marroquí de origen saharaui. Nació en Esmara (en árabe: سمارة) en 1949 (Sáhara Español, bajo colonización por aquel momento), perteneciente a la tribu saharaui de Erguibat. Fue secretario general del Partido Autenticidad y Modernidad.

## Contexto histórico
Hasta la década de 1970, la posición marroquí respecto al Sáhara Occidental había sido legalista e ineficaz. En ese año comenzaron las primeras manifestaciones saharauis para negociar la salida de España, con la Revuelta de Zemla (17 de junio de 1970), anunciada por el Movimiento de la Vanguardia para la Liberación del Sáhara, que trajo consigo una brutal represión por parte del país hispano. La disolución de la manifestación se llevó a cabo, inicialmente, por la Policía Territorial, pero, poco después, la cuestión pasó a manos de la Legión. Se procedió a la detención del primer líder nacionalista saharaui: Basiri, que, a partir de aquel momento, desapareció. El clima de tensión fomentó varias manifestaciones con el mismo objetivo de resistir el colonialismo español en el Sáhara. En este sentido, se produce una manifestación en Tan-Tan en 1972, con el objetivo de sensibilizar a la opinión pública sobre la liberación del Sáhara Occidental y, con ello, provocar una reacción por parte de las autoridades. El resultado fue una feroz contestación del gobierno: además de numerosas detenciones y torturas, muchos de los protagonistas se vieron obligados a escapar. Al mismo tiempo, en las universidades marroquíes también se producen diversas manifestaciones que exigían la salida de España del territorio saharaui. Algunos de los manifestantes son hijos de combatientes saharauis del ALN, mientras que otros son saharauis originarios de Marruecos. Entre ellos, El-Ouali Moustapha Sayed (conocido como Luley) fue el fundador, en mayo de 1973, del Frente Polisario. Dicha organización luchará, en primer lugar, contra España (cuya retirada tuvo lugar en 1975), y, posteriormente, contra Marruecos y Mauritania Mientras tanto, el rey Hassan II sufría numerosas inestabilidades en el gobierno, por lo que decidió reprimir violentamente la oposición izquierdista. Fue el gobierno de Hassan II el que se atribuyó la labor de negociación con España, dejando para los activistas el trabajo de movilización El 14 de noviembre de 1975 se firman los Acuerdos Tripartitos de Madrid entre Marruecos, Mauritania y España para determinar el futuro de la cuestión del Sáhara después de la salida de la administración española del territorio. Poco después, Mauritania desapareció del asunto político debido a la inestabilidad del país.

## Biografía
A sus once años, su padre, un nacionalista promarroquí, lo envió a estudiar a Marruecos. Se matriculó en la Escuela Mohamed V (escuela especial creada en Marruecos para hijos de saharauis). En un principio, se alojó en Dar Touzani (Casablanca), sin embargo, debido a los acontecimientos que se estaban dando en el sur de país, se trasladó por un año a Guelmim, para luego pasar dos años en Tinduf. Allí, estuvo bajo la tutoría de su tío, el Coronel Habouha (perteneciente al Ejército de Liberación Nacional de Argelia [ALN, por sus siglas en francés]), hasta el fin de sus estudios. Durante su etapa en Tinduf, acompañó a su tío en la campaña para que Tinduf se incorporase a Marruecos, tal y como habían hablado el rey Hassan II y el dirigente del GPRA, Ferhat Abbas. Cuando, en 1962, Argelia consigue la independencia de Francia, comienza a generarse un debate sobre la argelinidad o marroquinidad de dicho territorio, ante la resistencia de población local promarroquí contra las tropas argelinas. En este sentido, en el referéndum de la independencia, algunos habitantes de Tinduf declararon:
«SÍ a la independencia, PERO nosotros somos marroquíes». 
Por eso mismo, se produce una manifestación promarroquí en la localidad, que tuvo una gran represión por parte de las fuerzas argelinas para garantizar su dominio en el territorio A causa de su desacuerdo con los dirigentes, Biadillah decidió abandonar Tinduf para regresar a Marruecos.
Posteriormente, pese a que su idea era cursar sus estudios secundarios en Orán, se matriculó en Bouizakarne, siguiendo bajo cargo de su tío. Pasados dos años, obtuvo una beca en el Liceo Youssef ben Tachfine (Agadir), para, posteriormente, completar sus estudios en el Liceo Moulay Youssef de Rabat. Allí obtuvo el Bachillerato en Ciencias Experimentales, a través del cual accedió a la Facultad de Medicina. Contribuyó al movimiento político de saharauis estudiantes universitarios (llamado «grupo de Rabat».) que simpatizaron con el proyecto independentista saharaui. Debido a la represión ejercida contra los estudiantes, y a la influencia que Gadafi tuvo por sus llamamientos durante su discurso en Nuakchot (1972), los principales miembros de este grupo abandonaron Marruecos Sin embargo, Biadillah participó en la reunión fundacional del Frente Polisario, con el objetivo de combatir el colonialismo español en el Sáhara. Las autoridades españolas, que todavía seguían ocupando el Sáhara, lo detuvieron en la frontera de Mauritania y lo entregaron a Marruecos, donde fue liberado y pudo reanudar sus estudios en Medicina
Como activista que veló por la liberación española del Sáhara, fue detenido tres veces en Marruecos. En otra ocasión se entregó voluntariamente, con el fin de no poner en peligro a Ali Mamdouh, un alto dirigente del Frente Polisario (actual embajador de la RASD) y a su esposa, que lo estaban acogiendo.
Uno de sus hermanos, Brahim Ahmed, sigue siendo miembro del Frente Polisario. Otro, Hassan, representó al Frente Separatista en Madagascar para, más tarde, volver a España.
Tras acabar sus estudios universitarios, comenzó a ejercer la profesión en 1977. Ejerció como médico en el Hospital de Ibn Rochd, en Casablanca. Después, ocupó el cargo de médico jefe en este mismo establecimiento (1977-1992) y, de forma simultánea, en 1987 comenzó a ser profesor e investigador en el ámbito de la medicina interna, en la Facultad de Medicina de Casablanca.

## Vida política
Al principio de su activismo político, la vinculación de Biadillah con el Frente Polisario era clara. Sin embargo, el propio Biadillah nunca ha esclarecido los motivos de su escisión del Frente Polisario, pero muchos sostienen que, pese a haber defendido la liberación del Sáhara con respecto a España, no veía clara una separación con Marruecos, dada la cercanía que sentía hacia el país.
Antes de ocupar un cargo político, en la década de 1970, Biadillah se acercó a los partidos Reagrupamiento Nacional de los Independientes (RNI, liderado por su fundador, Ahmed Osman) y Parti Démocrate Nationale (PDN). En este contexto, en 1977, dos años después de la Marcha Verde, Biadillah fue elegido, por primera vez, diputado del Parlamento por Smara en la Cámara de Representantes, y presidente de la Comisión de Asuntos Extranjeros, Cooperación, Defensa Nacional y Territorios Ocupados (1980-1984). Siete años más tarde, en 1984, fue elegido por segunda vez. Durante su cargo en dicho puesto, desempeñó funciones en diversas comisiones, desde Asuntos Exteriores hasta obras públicas
Cuando se inició el proceso de identificación de posibles votantes de cara a un referéndum de autodeterminación (por el cual se creó el MINURSO) en 1990, mediante la cual se reconoce el derecho a la libre autodeterminación de los pueblos pendientes de descolonización), se pensó en Mohamed Cheikh Biadillah para ser uno de los chioukhs (jefes) saharauis designados por Marruecos para participar en el proceso de identificación del colegio electoral. Finalmente, esta opción no prosperó. El 20 de agosto de 1992, Mohamed Cheikh Biadillah es nombrado gobernador de la Prefectura de Salé por el rey Hassan II. Perduró en este cargo hasta 1998, cuando fue nombrado valí de la región de Dukala-Abda y gobernador de la provincia de Safi, hasta 2002. El 7 de noviembre de ese mismo año, fue nombrado ministro de Sanidad del gobierno de Dris Jetú, hasta 2007
El 8 de agosto de 2008 es elegido para estar al cargo de los asuntos generales del nuevo Partido de la Autenticidad y Modernidad (PAM), un partido político de centroderecha, creado a partir del movimiento llevado a cabo por Fuad Ali El Himma (cercano al rey Mohamed VI), que organizó cinco partidos políticos marroquís. El objetivo del PAM era ejercer una oposición frente a la fuerte a las nuevas tendencias islamistas. Este partido seguirá respaldando y apoyando al gobierno, como dijo el propio Biadillah.

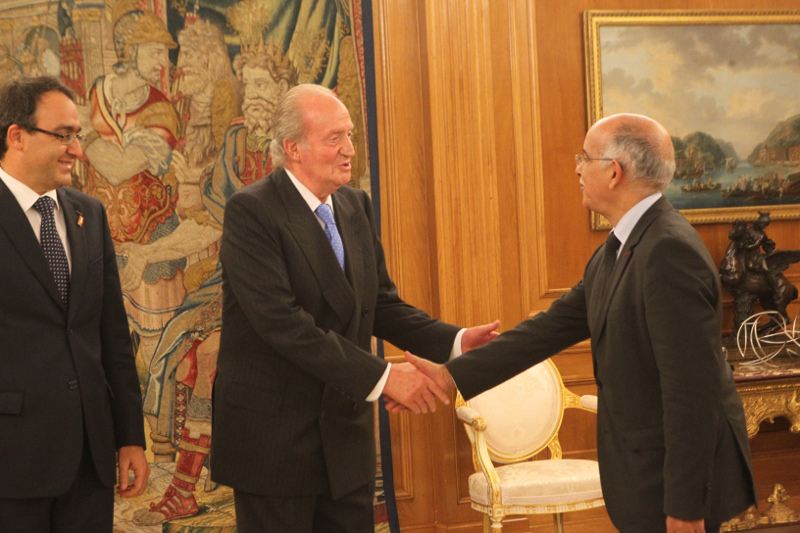
Encuentro entre Juan Carlos I de España y Mohamed Cheikh Biadillah en Rabat (2013).

El 22 de febrero de 2009, fue elegido Secretario General del PAM. Meses más tarde, el 13 de octubre de 2009, pasó a ser Presidente de la Cámara de Consejeros, reemplazando a Maâti Benkaddour (RNI), con 140 votos a favor frente a 100 en contra. Biadillah ocupará este puesto hasta 2016. Al ser saharaui, el hecho de poner a Mohamed Cheikh Biadillah al frente de un partido monárquico, era una herramienta para reafirmar la marroquinidad del Sáhara. El 13 de noviembre de 2009, fue elegido Presidente de la Liga de Consejos de la Shura, Senadores y Consejos Similares de África y del Mundo Árabe. En 2013 fue recibido por el Rey Juan Carlos I de España como consejero del Reino de Marruecos en el Palais des Hôtes de Rabat. Biadillah afirma que esta visita constituyó un importante paso en la consolidación de las relaciones entre España y Marruecos. Posteriormente, fue Felipe VI de España quien realizó, nuevamente, otra visita al país marroquí, donde también se reunió con Biadillah. Fue el primer viaje del monarca español a un país árabe desde su proclamación como rey. Dicha visita se ocasionó con objeto de seguir progresando en las relaciones económicas entre ambos países.
En 2020, volvió a presentarse como candidato a la dirección del PAM, tras una etapa de crisis que atravesaba el partido y debido a las insistentes peticiones de dirigentes, ejecutivos y militantes del partido. Biadillah se mostró partidario de los intereses marroquíes en los acuerdos de pesca entre Marruecos y la UE.

## Cronología de los cargos políticos
| Año       | Cargo político                                                                                            |
| --------- | --- |
| 1977-1992 | Diputado del Parlamento (Cámara de Representantes)                                                        |
| 1992-1998 | Gobernador de la Prefectura de Salé                                                                       |
| 1985-2001 | Miembro del Consejo Consultivo Real para los Asuntos del Sáhara                                           |
| 1998-2002 | Valí de la región de Dukala-Abda y Gobernador de la Provincia de Safi                                     |
| 2002-2007 | Ministro de Salud                                                                                         |
| 2007-2012 | Secretario General del PAM                                                                                |
| 2009      | Presidente de la Cámara de Consejeros                                                                     |
| 2009      | Presidente de la Liga de Consejos de la Shura, Senadores y Consejos Similares de África y del Mundo Árabe |
| 2014-2015 | Presidente de la Asamblea Parlamentaria para el Mediterráneo                                              |

## Reconocimientos
En 2021, el periodista marroquí Mohamed Ahaddad, publicó un ensayo titulado Sahara :  l’autre version, en el que se recopilan las declaraciones de Mohamed Cheikh Biadillah a través de una entrevista entre el autor y la figura política que tuvo lugar en 2017. El propio periodista expone que: 
«No fue nada fácil persuadir al entrevistado para que saliera de la reserva que le imponía su estatus de alto funcionario del gobierno y se percatara de los acontecimientos históricos del Sáhara marroquí en los que había participado».